# Combattimento ai pozzi apache
Combattimento ai pozzi apache (Duel at Apache Wells) è un film del 1957 diretto da Joseph Kane.
È un western statunitense con Anna Maria Alberghetti, Ben Cooper e Jim Davis.

## Produzione
Il film, diretto da Joseph Kane su una sceneggiatura di Robert Creighton Williams, fu prodotto dallo stesso Kane per la Republic Pictures e girato dal 20 agosto 1956. I titoli di lavorazione furono Fight at Apache Wells e Durango Gunfighter.

## Distribuzione
Il film fu distribuito con il titolo Duel at Apache Wells negli Stati Uniti dal 25 gennaio 1957 al cinema dalla Republic Pictures.
Altre distribuzioni:
- in Svezia il 31 marzo 1958 (Duell vid djävulsklippan)
- in Danimarca il 19 maggio 1958 (Dødspasset i Arizona)
- in Finlandia il 6 febbraio 1959 (Preerian teräsnyrkki)
- in Francia il 18 marzo 1959 (Bagarre à Apache Wells)
- in Germania Ovest il 7 agosto 1959 (Durango Kid der Rächer)
- in Austria nel febbraio del 1960 (Durango Kid der Rächer)
- in Brasile (Tirania das Balas)
- in Grecia (I koilada tis kataras)
- in Italia (Combattimento ai pozzi apache)
- nei Paesi Bassi (Duel om de apache-bron)

## Promozione
Le tagline sono:
- They fought like beasts for wealth and women!
- TO THE DEATH! Treachery stalked the range and he had to fight for land and his woman!
- THEY WERE BOTH QUICK ON THE TRIGGER! The odds were with the gunslinger...the booty was land and a woman!